# Automatización de marketing
'Automatización de Marketing' (Marketing Automation) es el proceso a través del cual, mediante diferentes plataformas o programas de software, se consiguen automatizar las diferentes fases de mercadotecnia que conforman la finalización de la venta de un producto o servicio de una determinada empresa.
Es importante que las diferentes fases de marketing estén adecuadamente definidas para poder proceder a la automatización de las mismas.  En muchas ocasiones las plataformas elegidas para llevar a cabo el proceso de automatización no son compatibles con las diferentes fases de marketing de la empresa o no ofrecen las posibilidades que se necesitan para llevar a cabo con éxito la automatización de los procesos de negocio. 
Algunos ejemplos de plataformas bajo licencia o gratuitas son las siguientes: Hubspot, Eloqua, Unika, Mautic, Marketo, Hibris por mencionar solo algunas.
La finalidad de las plataformas de automatización del marketing es mejorar los procesos de ventas entre los diferentes departamentos de una empresa, así como mejorar y agilizar la experiencia del cliente potencial hasta el momento que llega a ser cliente de la empresa.

## Funcionalidad
Para ayudar al departamento de ventas a entender a sus clientes potenciales y poder elaborar un plan estratégico de marketing, las herramientas de automatización están diseñadas para realizar las siguientes tareas:
- Desarrollo y análisis de las campañas de marketing y de los clientes.
- Agilizar y automatizar los procesos de gestión de las campañas de marketing.
- Organización y almacenamiento apropiado de información relevante acerca de los clientes.
- Flujo de contactos de clientes potenciales a clientes o cierres.
- Mejorar el flujo entre los departamentos de marketing y ventas.

Es típico de las plataformas de automatización de marketing ofrecer un sistema de gestión de contenidos, formularios, páginas de aterrizaje, analítica web, y una plataforma de correo  electrónico.

## Beneficios
La automatización de los procesos de marketing, siempre y cuando se integren adecuadamente con el resto de los procesos de una empresa, pueden aportar grandes beneficios entre los cuales cabe resaltar los siguientes:
- Reducción de los costes de marketing. Utilizando los recursos de la Automatización de Marketing podremos optimizar los recursos y conseguir más clientes a un menor coste.
- Mejor gestión de los clientes potenciales. Etiquetando los procesos y los contacto según su importancia.
- Evitar perder oportunidades de venta gracias a la mejor gestión de los clientes.
- Mejora en la facturación global debido a la mejor coordinación entre los departamentos de  la empresa.
- Mayor productividad. En la medida que se automatizan los procesos se ahorra tiempo, así que todos las partes implicadas aumentan su satisfacción y su sentido de logro.[5]
- Permite un seguimiento detallado de las acciones de marketing
- Mejora y simplifica la relación con el cliente.